# Pelusca bandama
Pelusca bandama är en insektsart som beskrevs av Baccetti 2004. Pelusca bandama ingår i släktet Pelusca och familjen torngräshoppor. Inga underarter finns listade i Catalogue of Life.